# Fédération ouvrière d'unité syndicale
La FOUS (Fédération ouvrière d'unité syndicale, en espagnol : Federación Obrera de Unidad Sindical, en catalan : Federació Obrera d'Unitat Sindical) était une centrale syndicale active en Catalogne regroupant des organisations contrôlées par le POUM. 

## Historique
Elle est formée en mai 1936 par les sections de Lérida, Tarragone et Gérone exclues de la CNT. Dirigée par Andreu Nin elle comptait environ 50 000 militants dont 17 000 à Barcelone principalement implantés dans le commerce, l'imprimerie et le textile. 
Elle développe un discours de large unité syndicale, visant à la fusion de la CNT et de l'UGT : deux mois et demi après sa fondation, elle intègre cette dernière.